# Netopieria jaskyňa
Netopieria jaskyňa je přírodní památka ve správě příspěvkové organizace Správa slovenských jeskyní.
Nachází se v katastrálním území obce Nemce v okrese Banská Bystrica v Banskobystrickém kraji. Území bylo vyhlášeno či novelizováno v letech 1994, 2008 na rozloze x ha. Ochranné pásmo nebylo stanoveno.